# 山口県道268号豊田三隅線
山口県道268号豊田三隅線（やまぐちけんどう268ごう とよたみすみせん）は、山口県下関市から長門市に至る一般県道である。

## 概要
下関市豊田町大字今出から長門市三隅下に至る。

### 路線データ
- 起点：下関市豊田町大字今出（山口県道38号美祢油谷線交点）
- 終点：長門市三隅下（二条窪交差点、国道191号交点、山口県道285号野波瀬港線終点）

## 歴史
- 1958年（昭和33年）10月1日 - 山口県告示第644号の2により認定される。
- 1972年（昭和47年） - 山口県の県道番号再編により現行の路線番号に変更される。
- 2002年（平成14年）頃 - 長門市真木 - 大津郡三隅町三隅下（当時）間の石原峠に存在した通行不能区間が長門市渋木経由の新線が開通したことに伴い解消される。
- 2005年（平成17年）
  - 2月13日 - 下関市と豊浦郡の全4町が対等合併して改めて下関市が設置されたことに伴い起点の地名表記が変更される（豊浦郡豊田町今出→下関市豊田町今出）。
  - 3月22日 - 長門市と大津郡の全3町が対等合併して改めて長門市が設置されたことに伴い終点の地名表記が変更される（大津郡三隅町三隅下→長門市三隅下）。

## 路線状況

### 重複区間
- 国道316号（長門市渋木）
- 山口県道280号長門秋芳線（長門市渋木）

### 道路施設

#### 橋梁
- 笠森橋（二条窪川、長門市）

## 地理

### 通過する自治体
- 山口県
  - 下関市 - 長門市

### 交差する道路
| 交差する道路                         | 市町村名 | 交差する場所   | 交差する場所        |
| ------------------------------------ | -------- | -------------- | ------------------- |
| 山口県道38号美祢油谷線               | 下関市   | 豊田町大字今出 | 起点                |
| 国道316号 重複区間起点               | 長門市   | 渋木           |                     |
| 国道316号 重複区間終点               | 長門市   | 渋木           | 瀬戸交差点          |
| 山口県道280号長門秋芳線 重複区間起点 | 長門市   | 渋木           |                     |
| 山口県道280号長門秋芳線 重複区間起点 | 長門市   | 渋木           |                     |
| 国道191号 山口県道285号野波瀬港線    | 長門市   | 三隅下         | 二条窪交差点 / 終点 |

交差する鉄道
- 美祢線

### 沿線
- JR西日本美祢線 渋木駅
- 石柱渓

### 峠
- 山中峠（長門市渋木）